# Райхсталь
Райхсталь (нем. Reichsthal) — община в Германии, в земле Рейнланд-Пфальц. 
Входит в состав района Доннерсберг. Подчиняется управлению Роккенхаузен.  Население составляет 101 человек (на 31 декабря 2010 года). Занимает площадь 2,17 км².